# Крыкла
Крыкла — река в России, протекает в Оренбургской области. Устье реки находится в 89 км по правому берегу реки Суундук. Длина реки составляет 22 км.

## Данные водного реестра
По данным государственного водного реестра России относится к Уральскому бассейновому округу, водохозяйственный участок реки — Урал от Магнитогорского гидроузла до Ириклинского гидроузла, речной подбассейн реки — подбассейн отсутствует. Речной бассейн реки — Урал (российская часть бассейна).
Код объекта в государственном водном реестре — 12010000312112200002578.